# Giro d'Italia Donne 2021
Il Giro d'Italia Donne 2021, trentaduesima edizione della manifestazione, valido come quinta prova dell'UCI Women's ProSeries 2021, si svolse dal 2 all'11 luglio 2021 su un percorso 1 022,7 km, suddiviso in dieci tappe, con partenza da Fossano, in Piemonte e arrivo a Cormons, in Friuli-Venezia Giulia. La vittoria fu appannaggio dell'olandese Anna van der Breggen, che completò il percorso in 27h00'55", precedendo la sudafricana Ashleigh Moolman-Pasio e l'olandese Demi Vollering.
Sul traguardo di Cormons 92 cicliste, su 144 partite da Fossano, portarono a termine la competizione.
La corsa è stata declassata dall'UCI Women's World Tour all'UCI Women's ProSeries a causa della mancata copertura televisiva di 45 minuti richiesta dall'UCI.

## Tappe
| Tappa  | Data      | Percorso                                     | km     | Vincitore di tappa     | Leader cl. generale  |
| ------ | --------- | -------------------------------------------- | ------ | ---------------------- | -------------------- |
| 1ª     | 2 luglio  | Fossano > Cuneo (cronosquadre)               | 26,7   | Trek-Segafredo         | Ruth Winder          |
| 2ª     | 3 luglio  | Boves > Prato Nevoso                         | 100,1  | Anna van der Breggen   | Anna van der Breggen |
| 3ª     | 4 luglio  | Casale Monferrato > Ovada                    | 135    | Marianne Vos           | Anna van der Breggen |
| 4ª     | 5 luglio  | Formazza > Formazza/Cascata del Toce (cron.) | 11,2   | Anna van der Breggen   | Anna van der Breggen |
| 5ª     | 6 luglio  | Milano > Carugate                            | 120,1  | Lorena Wiebes          | Anna van der Breggen |
| 6ª     | 7 luglio  | Colico > Colico                              | 155    | Emma Norsgaard         | Anna van der Breggen |
| 7ª     | 8 luglio  | Soprazocco di Gavardo > Puegnago del Garda   | 109,6  | Marianne Vos           | Anna van der Breggen |
| 8ª     | 9 luglio  | San Vendemiano > Mortegliano                 | 129,4  | Lorena Wiebes          | Anna van der Breggen |
| 9ª     | 10 luglio | Feletto Umberto > Monte Matajur              | 122,64 | Ashleigh Moolman-Pasio | Anna van der Breggen |
| 10ª    | 11 luglio | Capriva del Friuli > Cormons                 | 113    | Coryn Rivera           | Anna van der Breggen |
| Totale | Totale    | Totale                                       | 1022,7 |                        |                      |

## Squadre e corridori partecipanti
Alla competizione prendono parte 24 squadre, di cui nove UCI Women's WorldTeam e quindici UCI Women's Continental Team; ogni squadra è composta da sei corridori, per un totale di 144 cicliste iscritte.
| N.      | Cod. | Squadra                         |
| ------- | ---- | ------------------------------- |
| 1-6     | SDW  | Team SD Worx                    |
| 11-16   | MNX  | A.R. Monex Women's Pro Cycling  |
| 21-26   | ALE  | Alé BTC Ljubljana               |
| 31-36   | ARK  | Arkéa Pro Cycling Team          |
| 41-46   | VAI  | Aromitalia-Basso Bikes-Vaiano   |
| 51-56   | BPK  | BePink                          |
| 61-66   | BDU  | Bizkaia-Durango                 |
| 71-76   | BTW  | Born to Win G20 Ambedo          |
| 81-86   | CSR  | Canyon-SRAM Racing              |
| 91-96   | WNT  | Ceratizit-WNT Pro Cycling       |
| 101-106 | FDJ  | FDJ Nouv. Aquitaine Futuroscope |
| 111-116 | SBT  | Isolmant-Premac-Vittoria        |

| N.      | Cod. | Squadra                        |
| ------- | ---- | ------------------------------ |
| 121-126 | JVW  | Jumbo-Visma Women Team         |
| 131-136 | LIV  | Liv Racing                     |
| 141-146 | LSL  | Lotto-Soudal Ladies            |
| 151-156 | MOV  | Movistar Team Women            |
| 161-166 | RLW  | Rally Cycling Women            |
| 171-176 | SER  | Servetto-Makhymo-Beltrami TSA  |
| 181-186 | BEX  | Team BikeExchange              |
| 191-196 | DSM  | Team DSM                       |
| 201-206 | TIB  | Team Tibco-Silicon Valley Bank |
| 211-216 | TOP  | Top Girls Fassa Bortolo        |
| 221-226 | TFS  | Trek-Segafredo                 |
| 231-236 | VAL  | Valcar-Travel & Service        |

## Evoluzione delle classifiche
| Tappa              | Vincitrice               | Classifica generale Maglia rosa | Classifica a punti Maglia ciclamino | Classifica scalatori Maglia verde | Classifica giovani Maglia bianca | Classifica italiane Maglia azzurra | Classifica a squadre |
| ------------------ | ------------------------ | ------------------------------- | ----------------------------------- | --------------------------------- | -------------------------------- | ---------------------------------- | -------------------- |
| 1ª                 | Trek-Segafredo           | Ruth Winder                     | non assegnata                       | non assegnata                     | Niamh Fisher-Black               | Elisa Longo Borghini               | Trek-Segafredo       |
| 2ª                 | Anna van der Breggen     | Anna van der Breggen            | Anna van der Breggen                | Anna van der Breggen              | Niamh Fisher-Black               | Erica Magnaldi                     | Team SD Worx         |
| 3ª                 | Marianne Vos             | Anna van der Breggen            | Anna van der Breggen                | Elise Chabbey                     | Niamh Fisher-Black               | Erica Magnaldi                     | Team SD Worx         |
| 4ª                 | Anna van der Breggen     | Anna van der Breggen            | Anna van der Breggen                | Elise Chabbey                     | Niamh Fisher-Black               | Erica Magnaldi                     | Team SD Worx         |
| 5ª                 | Lorena Wiebes            | Anna van der Breggen            | Anna van der Breggen                | Elise Chabbey                     | Niamh Fisher-Black               | Erica Magnaldi                     | Team SD Worx         |
| 6ª                 | Emma Norsgaard Jørgensen | Anna van der Breggen            | Marianne Vos                        | Elise Chabbey                     | Niamh Fisher-Black               | Erica Magnaldi                     | Team SD Worx         |
| 7ª                 | Marianne Vos             | Anna van der Breggen            | Marianne Vos                        | Lucinda Brand                     | Niamh Fisher-Black               | Erica Magnaldi                     | Team SD Worx         |
| 8ª                 | Lorena Wiebes            | Anna van der Breggen            | Marianne Vos                        | Lucinda Brand                     | Niamh Fisher-Black               | Erica Magnaldi                     | Team SD Worx         |
| 9ª                 | Ashleigh Moolman-Pasio   | Anna van der Breggen            | Anna van der Breggen                | Lucinda Brand                     | Niamh Fisher-Black               | Marta Cavalli                      | Team SD Worx         |
| 10ª                | Coryn Rivera             | Anna van der Breggen            | Anna van der Breggen                | Lucinda Brand                     | Niamh Fisher-Black               | Marta Cavalli                      | Team SD Worx         |
| Classifiche finali | Classifiche finali       | Anna van der Breggen            | Anna van der Breggen                | Lucinda Brand                     | Niamh Fisher-Black               | Marta Cavalli                      | Team SD Worx         |

- Nella 2ª tappa Ashleigh Moolman-Pasio ha indossato la maglia ciclamino in quanto è la prima concorrente della seconda squadra classificata nella cronosquadre; Margarita Victoria García ha indossato la maglia verde in quanto è la prima concorrente della terza squadra classificata nella cronosquadre.[5]
- Nella 3ª tappa Ashleigh Moolman-Pasio ha indossato la maglia ciclamino al posto Anna van der Breggen.
- Nella 3ª tappa Demi Vollering ha indossato la maglia verde al posto di Anna van der Breggen.
- Nella 4ª e 6ª tappa Marianne Vos  ha indossato la maglia ciclamino al posto Anna van der Breggen.
- Nella 5ª tappa Demi Vollering ha indossato la maglia ciclamino al posto di Anna van der Breggen
- Nella 9ª tappa Emma Norsgaard Jørgensen  ha indossato la maglia ciclamino al posto di Marianne Vos, leader della classifica che si è ritirata al termine dell'8ª tappa.
- Nella 10ª tappa Emma Norsgaard Jørgensen  ha indossato la maglia ciclamino al posto di Anna van der Breggen.